# Prospero Fanello
Prospero Fanello O.S.B. (talvolta citato come Fanelo o spesso, ma erroneamente, Fancello o Phancellus; Roccabernarda, XVI secolo – Cassino, XVI secolo) è stato un monaco benedettino e poeta italiano in lingua latina.

## Biografia
Prospero Fanello nacque in una data imprecisata a cavallo del XVI secolo nel borgo di Rocca Bernarda, facente parte dell'allora Calabria Citeriore, nel Regno di Napoli.
Decise di abbracciare la vita monastica entrando nell'Ordine di San Benedetto nel convento di San Severino a Napoli l'8 dicembre 1542. Si ritirò successivamente nell'abbazia di Montecassino, presso la congregazione cassinese dell'Ordine.
Il suo nome divenne in seguito noto in campo letterario per la sua opera più importante dal titolo Colloquium Christi, Moysi et Eliae habitum in monte Thabor, pubblicato nel 1585.

## Opere
- Vindimiae Puteolanae (1ª parte, opera perduta)[2]
- Vindimiae Surentinae (2ª parte, conservata nella Biblioteca comunale "Domenico Severino" di Napoli)[2]
- Epistola Prosperi Faneti Calabri Monachi Cassinatis. An Christus - Dominus in Cena Emauntina tesus fuerie siano Crucis ad benedicendum Panem
- Colloquium Christi, Moysi et Eliae habitum in monte Thabor (in italiano Delle parole fatto dal Signore nel monte Tabor, 1585[3])